# Wilgenroosjesgalmot
De wilgenroosjesgalmot (Mompha sturnipennella) is een vlinder uit de familie wilgenroosjesmotten (Momphidae). De wetenschappelijke naam is voor het eerst geldig gepubliceerd in 1833 door Treitschke.
De soort komt voor in Europa.